# 日台黒潮泳断チャレンジ2011
日台黒潮泳断チャレンジ2011（にったいくろしおえいだんチャレンジ-）は、東日本大震災に寄せられた台湾からの支援に対して、日本人のオーシャンアスリート鈴木一也が発起人となり行った、台湾への感謝を示すための日本と台湾の国境を越えた遠泳企画。

## 概要
東日本大震災直後の2011年3月18日、オーシャンアスリートの鈴木一也が、日本に多額の義援金を寄せた台湾の人々に感謝の意を伝えるためにこの企画を思いつき、日台スポーツ・文化推進協会理事長である元代議士秘書松本彧彦にこの企画を打診した。鈴木が松本を知ったのはインターネット通じてであり、松本は鈴木とは全く面識が無かったが、「いまどきこんな若者はいない」と思った松本は、外交面のサポートを行い、国内の渡航体制、中華民国外交部、台北経済文化代表処、蘇澳市長とコンタクトをとり、現地受け入れ体制を整えた。
2011年9月13日、鈴木を始めとする日本の水泳選手全6名(鈴木一也、鈴木敦、石井健太、山本晴基、清水雅也、山田浩平）、沖縄県与那国島の久良部ナーマ浜から台湾蘇澳鎮までの約150kmを、国境を越えへ渡る企画を行うことを記者会見を行い発表した。鈴木の他5名は全員インターハイ出場、インカレ、全日本選手権の優勝者経験のある有志参加者で構成された。尚、参加者には福島県相馬市出身の者もいた。
実施に際し、台湾の蘇澳までは黒潮の潮流を考え、一旦潮流を避け南西方向に南下、その後黒潮の潮流に乗りながら北西に進むコースとなった。尚、黒潮を横断して遠泳を行った例はこの企画以前には無かったため、実施の際には色々な安全対策が取られ、台風15号が接近している影響による波や風の状態や選手の健康状態によっては最悪途中で中止を余儀なくされることも想定された。
2011年9月17日午前6時5分に福島県、宮城県、岩手県の東北3県の知事から馬英九総統に宛てた感謝の手紙を携え出発。台風の接近による水泳距離を約110kmに短縮したり、波が大しけの状態になり途中中断、また泳者数名がクラゲに刺される事態はあったものの、9月19日午前10時前（現地時間）に約52時間かけて目的地へ到着、手紙を無事に台湾側に手渡した。尚、ゴールの際は、台湾側も海巡署から戒護船が出る他、国内メディア、Facebook、Twitterが取り上げ、瞬く間にその輪が広がり、到着の際には海岸巡防署の船のほか、「中華成人遊泳協会」が募った100人のスイマーが、蘇澳沖で日本からやってきた泳者を出迎えた。
この企画の成功を受け、地球上で最も活躍した冒険家、挑戦者、社会貢献活動を表彰するサイバードグループ提供の「ファウストA.G.アワード」の最高の賞である「ファウスト・オブ・ザ・イヤー」、ならびに「ファウスト社会貢献活動賞」に鈴木が選ばれた。

## 参照
1. ↑  ファウストA.G.アワード2011 速報 2011年12月6日付

- 東京MXテレビ 平成23年9月13日放送分 [出典無効]
- 黒潮を越え、台湾まで泳いだ　52時間の挑戦に密着 日本経済新聞 2011年9月30日付
- 与那国島から台湾へ、スイマー出発　被災地支援に感謝 福島出身の大学生ら６人、３県知事メッセージ伝える 日本経済新聞 2011年9月17日付
- なぜ台湾まで泳ぐのか　日台泳断150キロに挑む若者たち 日本経済新聞 2011年9月9日付